# Hermanas de la Sagrada Familia del Sagrado Corazón
La Congregación de Hermanas de la Sagrada Familia del Sagrado Corazón (oficialmente en italiano: Congregazione delle Suore della Sacra Famiglia del Sacro Cuore) es un instituto religioso católico femenino, de vida apostólica y de derecho pontificio, fundado en 1889 por el jesuita francés Louis-Etienne Rabussier y la religiosa Marie-Adélaïde Melin, en Bourges. A las religiosas de este instituto se las conoce como Hermanas de la Sagrada Familia y posponen a sus nombres las siglas S.F.S.C.

## Historia
La congregación fue fundada por Louis-Etienne Rabussier, sacerdote jesuita, y Marie-Adélaïde Melin, celadora del Sagrado Corazón. En 1889, en Bourges (Francia), Melin y otras celadoras empezaron a hacer vida en común y emitieron votos religiosos, dando inicio a una nueva congregación religiosa. Sin embargo, a inicios del siglo XX, debido a las leyes anticongregacionistas tuvieron que abandonar Francia y refugiarse en Lieja (Bélgica) y Roma (Italia). En 1919 abrieron la primera misión en Dahomey (hoy Benín).
El instituto recibió la aprobación como congregación religiosa de derecho pontificio' por el papa Pío XI, mediante decretum laudis del 12 de julio de 1928.

## Organización
La Congregación de Hermanas de la Sagrada Familia del Sagrado Corazón es un instituto religioso de derecho pontificio y centralizado, cuyo gobierno es ejercido por una superiora general. La sede central se encuentra en Roma (Italia).
Las hermanas de la Sagrada Familia se dedican a la enseñanza de la doctrina cristiana, tienen una espiritualidad jesuita y visten un hábito azul. En 2017, el instituto contaba solo con dos religiosas y una comunidad, presentes únicamente en Roma.